# Graves-supérieures
Le graves-supérieures est un vin moelleux français d'appellation d'origine contrôlée produit dans le vignoble des Graves, une des subdivisions du vignoble de Bordeaux.
L'appellation partage son aire de production avec l'appellation graves, mais ne concerne que les vins blancs moelleux. Située sur la rive gauche de la Garonne, au sud de Bordeaux, le vignoble s’étend sur 340 ha.

## Aire de l'appellation
| \| Bordeaux Graves \| Localisation de l'appellation au sein du vignoble de Bordeaux. |
| Bordeaux Graves                                                                      |

L'aire d'appellation concerne les 43 communes suivantes : Arbanats, Ayguemorte-les-Graves, Beautiran, Bègles, La Brède, Budos, Cabanac-et-Villagrains, Cadaujac, Canéjan, Castres-Gironde, Cérons, Cestas, Eysines, Gradignan, Guillos, Le Haillan, Illats, Isle-Saint-Georges, Landiras, Langon, Léogeats, Léognan, Martignas-sur-Jalle, Martillac, Mazères, Mérignac, Pessac, Podensac, Portets, Pujols-sur-Ciron, Roaillan, Saint-Jean-d'Illac, Saint-Médard-d'Eyrans, Saint-Michel-de-Rieufret, Saint-Morillon, Saint-Pardon-de-Conques, Saint-Pierre-de-Mons, Saint-Selve, Saucats, Talence, Toulenne, Villenave-d'Ornon et Virelade. Elle comprend donc en son sein les dix communes de l'aire d'appellation du pessac-léognan, ainsi que les trois du cérons. Le vignoble du Sauternais (appellations barsac et sauternes) y est enclavé.
La surface produisant l'appellation s'est progressivement réduite, avec en 2023 seulement 92 hectares.

## Géologie
La région des Graves portent le nom du type de sol dominant, les graves, qui sont des dépôts de graviers et de galets souvent mélangés à du sable et de l'argile, déposés par la Garonne. Elles forment une série de terrasses en pente douce de plus en plus anciennes à mesure qu'on s'éloigne du fleuve. Il y a d'abord les « argiles des palus », formation argilo-sableuse des anciens marais bordant la Garonne (où est autorisée la production du bordeaux générique) ; puis il y a la terrasse datant du Mindel (Pléistocène moyen) formée de graves dans une matrice argileuse, à laquelle succède celle du Pléistocène inférieur (sur laquelle se trouve Haut-Brion, Pape Clément, Carbonnieux, La Louvière, Smith Haut Lafitte, etc.) avec enfin à l'ouest la « formation de Dépée » composée de sables argileux et de petits graviers (sur laquelle se trouve Fieuzal), qui annonce les sables landais.
À ce tableau se rajoute les affluents rive gauche du fleuve (l'Eau Bourde à Canéjan, l'Eau Blanche à Léognan, le Breyra à Martillac, le Saucats à La Brède et le Guat mort à Saint-Morillon) qui non seulement découpent les terrasses en croupes, mais mettent au jour le substrat calcaire comme autant d'îlots : un peu de calcaire gréseux dit « faluns de Léognan » du Burdigalien près de Léognan, du « faluns de Labrède » qui est un calcaire friable (un peu sableux, fossilifère) datant de l'Aquitanien (Miocène inférieur) et du calcaire à Astéries du Stampien,.

### Vendanges
Les rendements moyens déclarés récemment sont :
| Année | Superficie (ha) | Production (hl) | Rendement (hl/ha) |
| ----- | --------------- | --------------- | ----------------- |
| 2017  | 130,47          | 1 829           | 14                |
| 2018  | 144,82          | 4 702           | 32                |
| 2019  | 146,55          | 4 406           | 30                |
| 2020  | 135,79          | 3 442           | 25                |
| 2021  | 91              | 888             | 10                |
| 2022  | 113,67          | 2 838           | 25                |
| 2023  | 92,67           | 2 100           | 23                |
| 2024  | 96,3            | 2 564           | 27                |

## Vins
Pour avoir droit à l'appellation d'origine contrôlée graves-supérieures, les vins blancs doivent provenir de raisins récoltés par tries manuelles successives. Les moûts doivent contenir au minimum, sans enrichissement, 221 grammes de sucre naturel. Le vin doit présenter un titre alcoométrique naturel minimum de 13,5 % en volume et une teneur minimale de 18 grammes de sucres résiduels par litre.
Les cépages blancs utilisés sont le sémillon à 85 %, le sauvignon et la muscadelle.
Quelques graves-supérieures,, :
- Château d'Arricaud ;
- Château Carbonnieux ;
- Château Cherchy-Desqueyroux ;
- Château Latour-Martillac ;
- Château Léhoul ;
- Château de Rochefort.

### Gastronomie
Au nez, ils se distinguent par leurs arômes fruités et floraux, et parfois certains arômes puissants d’épices, de miel ou de fruits secs. 
L'appellation donne des vins blancs moelleux au bouquet prononcé et d'une grande longueur en bouche. Les graves-supérieures offrent une matière dense, ronde, avec des arômes subtils, tels que des notes de fruits à chair blanche, de fruits séchés ou encore de miel, en fonction des millésimes et du vigneron. On y décèle aussi des fruits confits (dans le nord) et des arômes d'agrumes, de pêche, d'acacia plus au sud. Ce sont des vins dotés d'un beau potentiel de vieillissement.
Les graves-supérieures s'associent avec du foie gras, la cuisine exotique, la volaille à la crème, le carpaccio d’agrumes et la salade de fruits.